# Nuoto ai campionati mondiali di nuoto 2024 - 200 metri dorso maschili
La gara degli 200 metri dorso maschili dei campionati mondiali di nuoto 2024 si è svolta il 15 e 16 febbraio 2024 presso l'Aspire Dome di Doha.

## Podio
| Pos.    | Atleta                    | Nazione   |
| ------- | ------------------------- | --------- |
| Oro     | Hugo González de Oliveira | Spagna    |
| Argento | Roman Mityukov            | Svizzera  |
| Bronzo  | Pieter Coetze             | Sudafrica |

## Record
Prima della manifestazione il record del mondo (RM) e il record dei campionati (RC) erano i seguenti.
|  | 1'51"92 | Aaron Peirsol | 31 luglio 2009 Roma |
|  | 1'51"92 | Aaron Peirsol | 31 luglio 2009 Roma |

Durante la competizione non sono stati migliorati record.

## Programma
| Data             | Ora (UTC+3) | Turno      |
| ---------------- | ----------- | ---------- |
| 15 febbraio 2024 | 9:56        | Batterie   |
| 15 febbraio 2024 | 20:33       | Semifinali |
| 16 febbraio 2024 | 19:59       | Finale     |

## Risultati

### Batterie
| Pos. | Batteria | Corsia | Atleta                    | Nazionalità   | Tempo       | Note |
| ---- | -------- | ------ | ------------------------- | ------------- | ----------- | ---- |
| 1    | 2        | 3      | Apostolos Siskos          | Grecia        | 1'56"64     | Q    |
| 2    | 4        | 7      | Kai van Westering         | Paesi Bassi   | 1'57"29     | Q    |
| 3    | 2        | 5      | Pieter Coetze             | Sudafrica     | 1'57"90     | Q    |
| 4    | 4        | 4      | Roman Mityukov            | Svizzera      | 1'58"03     | Q    |
| 5    | 2        | 2      | Ádám Telegdy              | Ungheria      | 1'58"07     | Q    |
| 6    | 3        | 3      | Ksawery Masiuk            | Polonia       | 1'58"20     | Q    |
| 7    | 4        | 6      | Luke Greenbank            | Gran Bretagna | 1'58"23     | Q    |
| 8    | 3        | 4      | Bradley Woodward          | Australia     | 1'58"26     | Q    |
| 9    | 3        | 5      | Lee Ju-ho                 | Corea del Sud | 1'58"29     | Q    |
| 10   | 2        | 7      | Lukas Märtens             | Germania      | 1'58"45     | Q    |
| 11   | 4        | 5      | Jack Aikins               | Stati Uniti   | 1'58"50     | Q    |
| 12   | 3        | 6      | Brodie Williams           | Gran Bretagna | 1'58"72     | Q    |
| 13   | 3        | 7      | Osamu Kato                | Giappone      | 1'58"82     | Q    |
| 14   | 4        | 3      | Hugo González de Oliveira | Spagna        | 1'59"00     | Q    |
| 15   | 3        | 1      | Raben Dommann             | Canada        | 1'59"10     | Q    |
| 16   | 4        | 1      | John Shortt               | Irlanda       | 1'59"27     | Q    |
| 17   | 2        | 1      | Yeziel Morales            | Porto Rico    | 1'59"38     |      |
| 18   | 4        | 8      | Kaloyan Levterov          | Bulgaria      | 1'59"42     |      |
| 19   | 2        | 6      | Lorenzo Mora              | Italia        | 1'59"80     |      |
| 20   | 3        | 0      | Ziyad Ahmed               | Sudan         | 2'00"53     |      |
| 21   | 2        | 8      | Erikas Grigaitis          | Lituania      | 2'01"32     |      |
| 22   | 1        | 5      | Yegor Popov               | Kazakistan    | 2'01"61     |      |
| 23   | 2        | 4      | Oleksandr Zheltyakov      | Ucraina       | 2'01"81     |      |
| 24   | 1        | 4      | Denis-Laurean Popescu     | Romania       | 2'02"05     |      |
| 25   | 3        | 8      | Primož Šenica             | Slovenia      | 2'04"11     |      |
| 26   | 4        | 9      | Denilson Cyprianos        | Zimbabwe      | 2'04"70     |      |
| 27   | 2        | 9      | Farrel Tangkas            | Indonesia     | 2'05"49     |      |
| 28   | 4        | 0      | Patrick Groters           | Aruba         | 2'06"10     |      |
| 29   | 3        | 9      | Diego Camacho Salgado     | Messico       | 2'07"00     |      |
| 30   | 1        | 3      | Alexis Kpade              | Benin         | 2'07"25     |      |
| 31   | 1        | 6      | Ahmad Safie               | Libano        | 2'08"37     |      |
| 32   | 2        | 0      | Trần Hưng Nguyên          | Vietnam       | 2'08"71     |      |
| 33   | 1        | 2      | Zeke Chan                 | Brunei        | 2'12"94     |      |
| DNS  | 3        | 2      | Apostolos Christou        | Grecia        | Non partito |      |
| DNS  | 4        | 2      | Andrew Jeffcoat           | Nuova Zelanda | Non partito |      |

### Semifinali
| Pos. | Batteria | Corsia | Atleta                    | Nazionalità   | Tempo   | Note |
| ---- | -------- | ------ | ------------------------- | ------------- | ------- | ---- |
| 1    | 2        | 7      | Jack Aikins               | Stati Uniti   | 1'56"32 | Q    |
| 2    | 1        | 1      | Hugo González de Oliveira | Spagna        | 1'56"38 | Q    |
| 3    | 2        | 2      | Lee Ju-ho                 | Corea del Sud | 1'56"40 | Q    |
| 4    | 2        | 3      | Ádám Telegdy              | Ungheria      | 1'56"65 | Q    |
| 5    | 1        | 5      | Roman Mityukov            | Svizzera      | 1'56"72 | Q    |
| 6    | 2        | 4      | Apostolos Siskos          | Grecia        | 1'56"82 | Q    |
| 7    | 1        | 4      | Kai van Westering         | Paesi Bassi   | 1'56"91 | Q    |
| 8    | 2        | 5      | Pieter Coetze             | Sudafrica     | 1'57"07 | Q    |
| 9    | 2        | 6      | Luke Greenbank            | Gran Bretagna | 1'57"29 |      |
| 10   | 1        | 3      | Ksawery Masiuk            | Polonia       | 1'57"48 |      |
| 11   | 1        | 6      | Bradley Woodward          | Australia     | 1'57"58 |      |
| 12   | 1        | 7      | Brodie Williams           | Gran Bretagna | 1'58"23 |      |
| 13   | 1        | 2      | Lukas Märtens             | Germania      | 1'58"24 |      |
| 14   | 1        | 8      | John Shortt               | Irlanda       | 1'58"47 |      |
| 15   | 2        | 1      | Osamu Kato                | Giappone      | 1'58"97 |      |
| 16   | 2        | 8      | Raben Dommann             | Canada        | 2'00"75 |      |

### Finale
| Pos. | Corsia | Atleta                    | Nazionalità   | Tempo   | Note |
| ---- | ------ | ------------------------- | ------------- | ------- | ---- |
|      | 5      | Hugo González de Oliveira | Spagna        | 1'55"30 |      |
|      | 2      | Roman Mityukov            | Svizzera      | 1'55"40 |      |
|      | 8      | Pieter Coetze             | Sudafrica     | 1'55"99 |      |
| 4    | 4      | Jack Aikins               | Stati Uniti   | 1'56"21 |      |
| 5    | 3      | Lee Ju-ho                 | Corea del Sud | 1'56"38 |      |
| 6    | 7      | Apostolos Siskos          | Grecia        | 1'56"64 | =    |
| 7    | 6      | Ádám Telegdy              | Ungheria      | 1'56"66 |      |
| 8    | 1      | Kai van Westering         | Paesi Bassi   | 1'57"19 |      |